# Oberösterreichischer Fußballverband
La Oberösterreichischer Fußballverband è la federazione calcistica dello stato federato austriaco dell'Alta Austria. Fondata nel 1919, è una delle 9 federazioni regionali che compongono la ÖFB.
Organizza ogni anno un proprio campionato e una coppa riservati alle squadre affiliate, oltre ai tornei femminili e giovanili.

## Storia
Fondata a Linz, dove ha tuttora sede, la OÖFV organizzò sin dalla stagione 1919-20 un campionato. Alla prima edizione presero parte quattro squadre: Vorwärts Steyr, Welser, Linzer ASK e Urfahr Linz. Il titolo fu vinto dal Vorwärts, ma successivamente annullato. Il primo campionato "ufficiale" fu così giocato l'anno successivo e vinto ancora dai rossoneri di Steyr, a quel campionato partecipò anche una squadra del Salisburghese, il 1. Salzburger SK 1919, che giunse al 3º posto. Dal 1929 al 1937 la vittoria del campionato della Bassa Austria qualificava per la fase finale nazionale del campionato dilettanti, che il LASK, unica squadra della Bassa Austria, vinse nel 1931.
Dopo l'annessione alla Germania divenne una divisione inferiore della Gauliga austriaca. Fu comunque giocato regolarmente fino al 1944-1945, quando non fu terminato per cause belliche. Nel dopoguerra le competizioni ripresero e la 1. Klasse, nome che all'epoca aveva il massimo campionato regionale, divenne il secondo livello nazionale dietro alla Staatsliga. Negli anni sessanta si stabilizzò con la conformazione a 16 squadre, ridotte poi alle attuali 14. Conta 367 società affiliate.

## Struttura dei campionati

### Maschili

#### OÖ Liga
Composta da un girone unico di 14 squadre, la cui vincitrice è promossa in Regionalliga Ost. Le ultime due classificate retrocedono in Landesliga. Prende il nome dallo sponsor Radio OÖ.

#### Landesliga
È composta da due gruppi (West e Ost) di 14 squadre l'uno. Le vincenti sono promosse, le ultime due classificate retrocesse in Bezirksliga.

#### Bezirksliga
Il terzo livello si compone di 4 gironi da 14 squadre ciascuno, le cui vincitrici sono promosse in Landesliga. Retrocedono nella categoria inferiore le ultime due classificate di ogni gruppo.

#### 1. Liga
Categoria formata da 8 gironi da 14 squadre l'uno, con una promozione e tre retrocessioni per girone.

#### 2. Liga
L'ultimo livello del calcio regionale si compone di 12 gironi di cui, per la stagione 2009-2010, sei formati da 14 squadre, uno da 13, e cinque da 12 club. La disparita del numero di formazioni per gruppo è dovuta al fatto di rispettare criteri di vicinorietà ed evitare trasferte costose alle piccole squadre dilettantistiche che vi giocano. Sono promosse le prime due classificate di ogni raggruppamento.

### Femminili

#### OÖ Frauenliga
La massima categoria femminile regionale è composta da un girone unico di 11 squadre. La vincitrice è ammessa agli spareggi per la Frauen 2. Liga, mentre le ultime due retrocedono nella categoria inferiore.

#### Frauenklasse OÖ
Il secondo livello è suddiviso nei gruppi Ost (9 square) e West (7 squadre). Le vincitrici sono promosse in Frauenliga, le ultime classificate retrocedono in Regionsliga.

#### Frauen Regionsliga
La categoria è divisa in due gironi: Hausruckviertel (9 squadre) e Innviertel (8 squadre). Le vincitrici sono promosse in Frauenklasse.

## Albo d'oro

### Campionato
- 1919-1920  Vorwärts Steyr[2]
- 1920-1921  Vorwärts Steyr
- 1921-1922  Vorwärts Steyr
- 1922-1923  Vorwärts Steyr
- 1923-1924  LASK
- 1924-1925  LASK
- 1925-1926 non disputato
- 1926-1927  LASK
- 1927-1928  Urfahr Linz
- 1928-1929  LASK
- 1929-1930  LASK
- 1930-1931  LASK
- 1931-1932  LASK
- 1932-1933  Urfahr Linz
- 1933-1934  Salzburger AK[3]
- 1934-1935  Salzburger AK[3]
- 1935-1936  LASK
- 1936-1937  Urfahr Linz
- 1937-1938  Amateure Steyr
- 1938-1939  LASK[3]
- 1939-1940  Vorwärts Steyr
- 1940-1941  Amateure Steyr
- 1941-1942  Budweis
- 1942-1943  Amateure Steyr
- 1943-1944  Steyr
- 1944-1945 non terminato[4]
- 1945-1946  Vorwärts Steyr
- 1946-1947  LASK
- 1947-1948  LASK
- 1948-1949  Vorwärts Steyr
- 1949-1950  LASK
- 1950-1951  Westbahn Linz
- 1952-1952  Amateure Steyr
- 1952-1953  Urfahr Linz
- 1953-1954  Amateure Steyr
- 1954-1955  Vorwärts Steyr
- 1955-1956  Stickstoffwerke Linz
- 1956-1957  Ranshofen
- 1957-1958  VÖEST Linz
- 1958-1959  Welser
- 1959-1960  Amateure Steyr
- 1960-1961  VÖEST Linz
- 1961-1962  Post Admira Linz
- 1962-1963  St. Valentin
- 1963-1964  Hertha Wels
- 1964-1965  Steyrermühl

- 1965-1966  Hertha Wels
- 1966-1967  Grieskirchen
- 1967-1968  Ranshofen
- 1968-1969  Grieskirchen
- 1969-1970  Vorwärts Steyr
- 1970-1971  St. Valentin
- 1971-1972  Welser
- 1972-1973  Altheim
- 1973-1974  St. Valentin
- 1974-1975  Vorwärts Steyr
- 1975-1976  Amateure Steyr
- 1976-1977  Union Wels
- 1977-1978  Union Wels
- 1978-1979  Vorwärts Steyr
- 1979-1980  Union Wels
- 1980-1981  Union Vöcklamarkt
- 1981-1982  Vorwärts Steyr
- 1982-1983  Gmuden
- 1983-1984  Steyrermühl
- 1984-1985  Timelkam
- 1985-1986  Union Vöcklamarkt
- 1986-1987  Chemie Linz
- 1987-1988  Ried
- 1988-1989  Chemie Linz
- 1989-1990  Ried
- 1990-1991  Ried
- 1991-1992  Braunau
- 1992-1993  Braunau
- 1993-1994  ASKÖ Linz
- 1994-1995  Eintracht Wels
- 1995-1996  Union Esternberg
- 1996-1997  Grieskirchen
- 1997-1998  ASKÖ Pasching
- 1998-1999  ASKÖ Linz
- 1999-2000  Blau-Weiß Linz
- 2000-2001  LASK Amateure
- 2001-2002  Union Perg
- 2002-2003  LASK Amateure
- 2003-2004  St. Magdalena/Pasching Amateure
- 2004-2005  Vöcklabruck
- 2005-2006  Grieskirchen
- 2006-2007  Gmuden
- 2007-2008  Blau-Weiß Linz
- 2008-2009  FC Pasching
- 2009-2010  Union Vöcklamarkt
- 2010-2011  Vorwärts Steyr

### Coppa
- 1927-1928  Urfahr Linz
- 1928-1929  LASK
- 1929-1930  Urfahr Linz
- 1930-1931  LASK
- 1931-1932  LASK
- 1932-1933  Urfahr Linz
- 1933-1934  Urfahr Linz
- 1934-1935  LASK
- 1935-1936  Admira Linz
- 1936-1937  LASK
- 1937-1938  Vorwärts Steyr
- 1939-1945 non disputata
- 1945-1946  LASK
- 1946-1947 non disputata
- 1947-1948  Amateure Steyr
- 1948-1949  Vorwärts Steyr
- 1949-1950  Ranshofen
- 1950-1951  Enns
- 1951-1952  Urfahr Linz
- 1952-1953  Welser
- 1953-1954 non disputata
- 1954-1955  Stickstoffwerke Linz
- 1955-1992 non disputata
- 1992-2002 sconosciuti
- 2003-2004  Blau-Weiß Linz
- 2005-2006  Andorf
- 2007-2008  Neuhofen/Ried Amateure
- 2009-2010  Vorwärts Steyr
- 2010-2011  Grieskirchen

La competizione è attualmente nota come Baumgartner Bier Meistercup per motivi di sponsor. Dal 1992 al 2010 si è disputata a cadenza biennale.

### Dr. Schlegel-Pokal
- 1936  Urfahr Linz